# Agapiusz (Dritsas)
Agapiusz, imię świeckie Agapios Dritsas (ur. 17 grudnia 1954 w Atenach) – duchowny Greckiego Kościoła Prawosławnego, od 2019 biskup pomocniczy metropolii Koryntu ze stolicą tytularną Kenchreonu.

## Życiorys
30 grudnia 1984 został przyjęty do stanu mniszego. 24 lutego 1985 został wyświęcony na diakona. Święcenia kapłańskie przyjął 8 marca 1987. Chirotonię biskupią otrzymał 24 marca 2019.